# Stadio Norberto Crinelli
Lo stadio Norberto Crinelli è uno stadio situato a Pesaro. Ospita le gare interne del Baseball Club Pesaro.

## Storia
Inaugurato nel 1977, nel 1988 fu sede di quattro partite dei mondiali di baseball. Precedentemente conosciuto come il Cinque Torri, nel luglio 2017 fu intitolato all’ex presidente del Pesaro Baseball, scomparso più di un anno prima. Ha una capienza di 800 spettatori.